# Monecphora ornatissima
Monecphora ornatissima är en insektsart som beskrevs av Metcalf 1961. Monecphora ornatissima ingår i släktet Monecphora och familjen spottstritar. Inga underarter finns listade i Catalogue of Life.